# Orgilus impiger
Orgilus impiger är en stekelart som beskrevs av Muesebeck 1970. Orgilus impiger ingår i släktet Orgilus och familjen bracksteklar. Inga underarter finns listade i Catalogue of Life.